# Cala Fornells

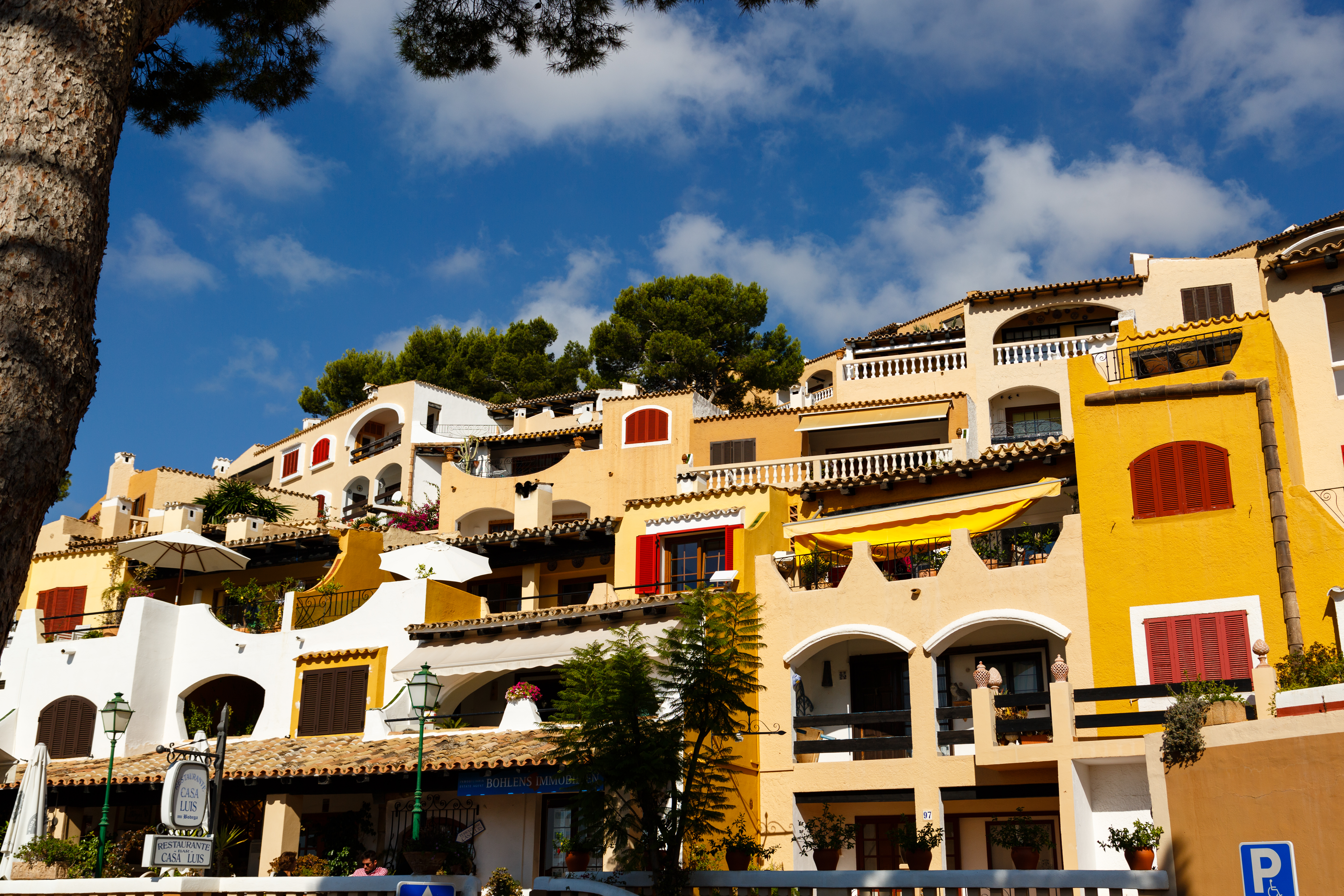
Cala Fornells 2016 1

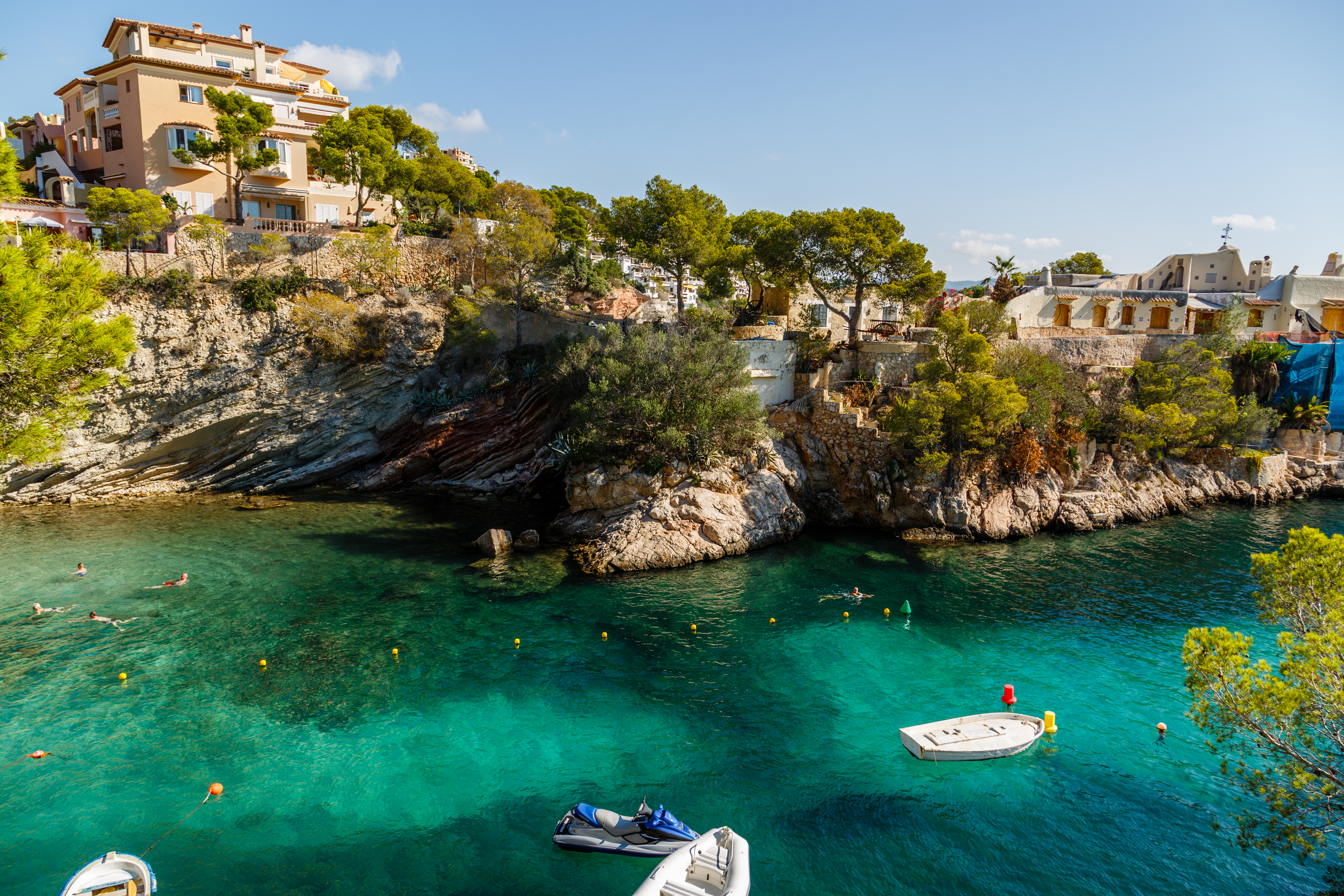
Malerische Bucht bei Cala Fornells

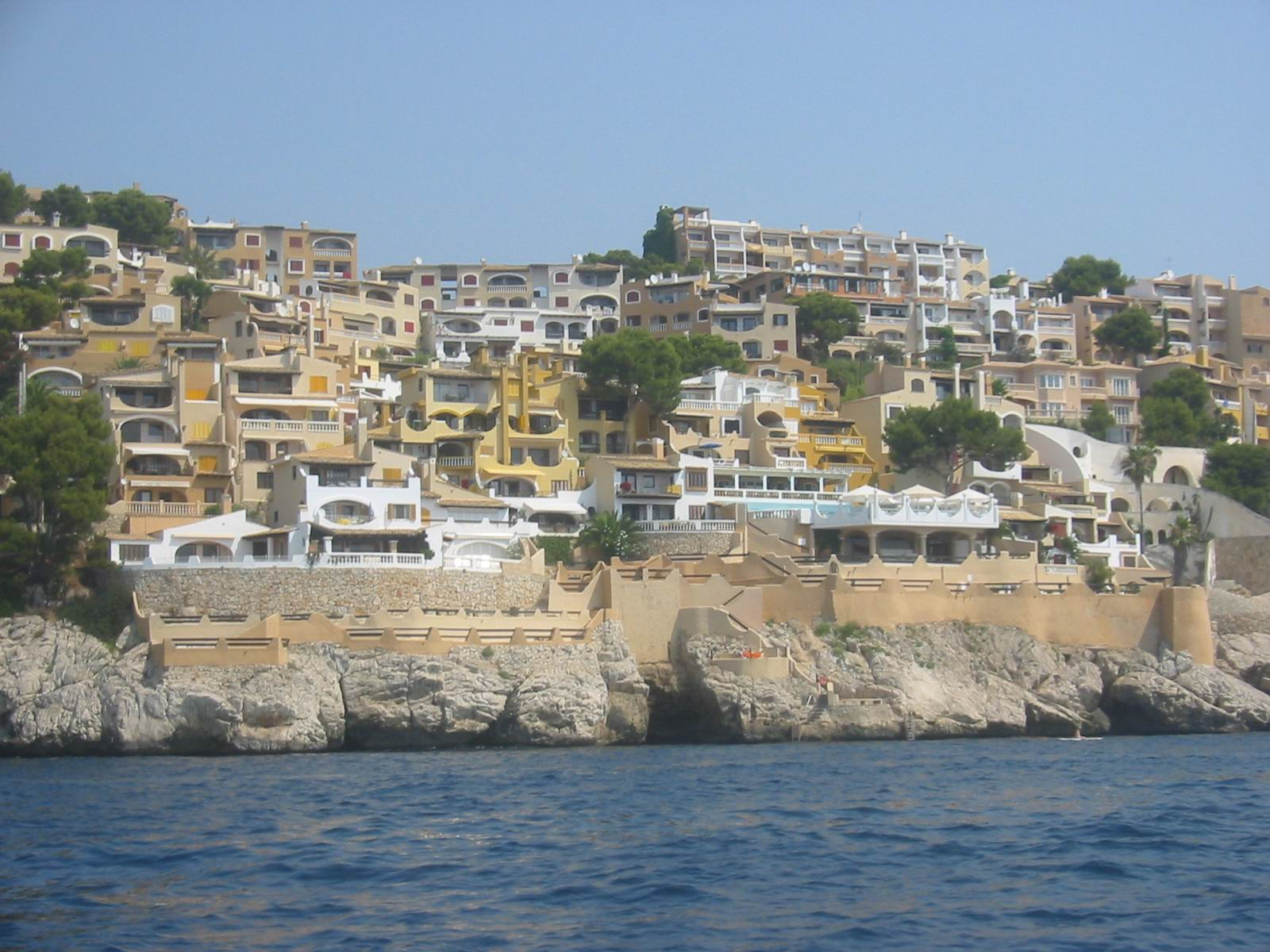
Cala Fornells vom Meer aus

Cala Fornells ist eine nach einer Bucht benannte Siedlung im Südwesten der Baleareninsel Mallorca und gehört zum Ort Peguera (Gemeinde Calvià). Cala Fornells liegt im nordwestlichen Teil der Bucht von Santa Ponça (Ensenada de Santa Ponça), gegenüber der Malgratinsel (Illa del Malgrat).

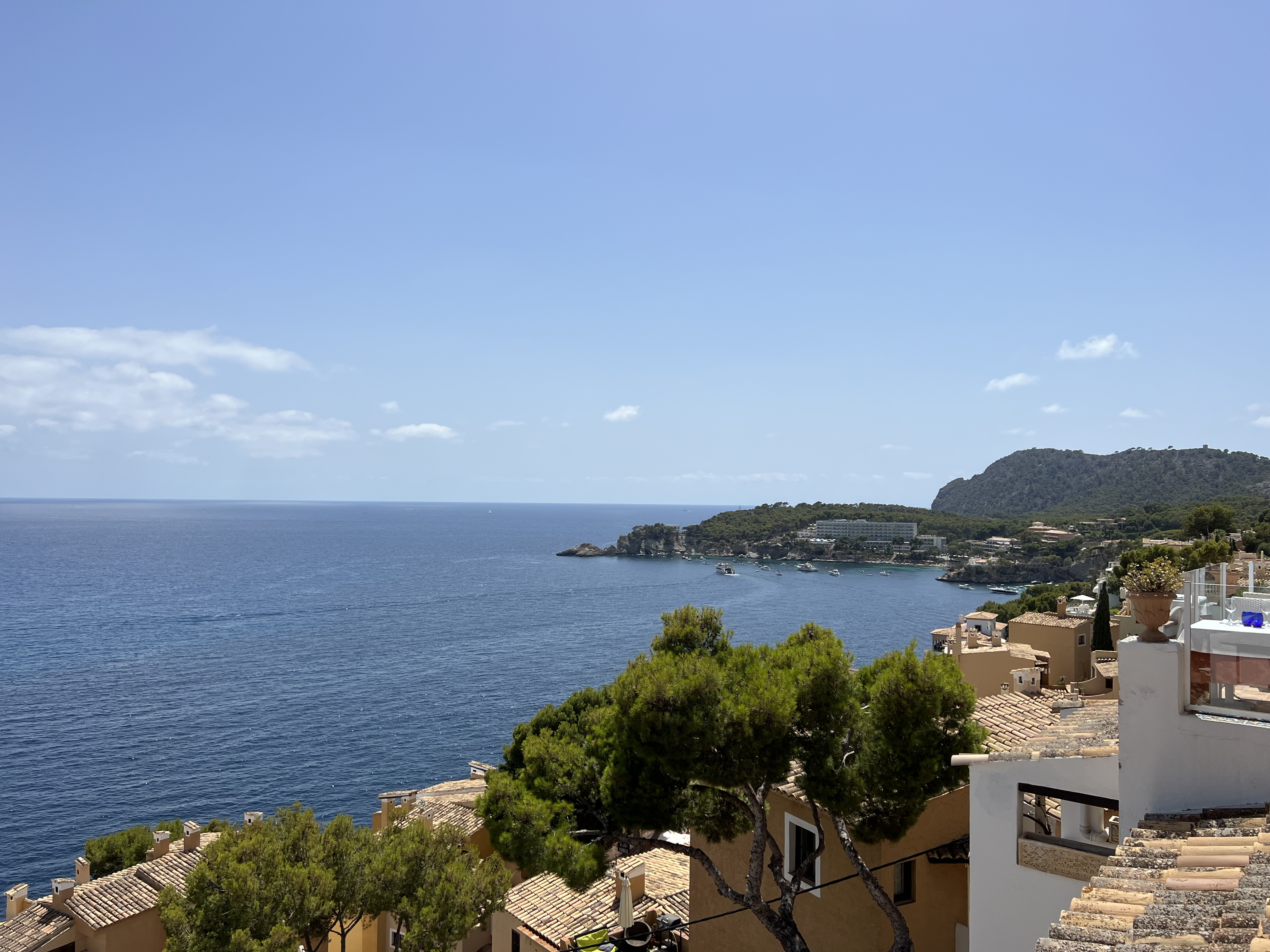

Bekannt wurde Cala Fornells vor allem durch die dortige Wohn- und Ferienanlage, die auf die Architektur des 2000 verstorbenen russischen Architekten und Baumeisters Pedro Otzoup, der hier die Apartmentanlagen Aldea Cala Fornells in ungewöhnlicher (an mexikanische Pueblos erinnernde) Bauweise zwischen 1973 und 1976 errichtet hat, zurückgeht. Die einzelnen Häuser dieser Anlage sind in Farbe, Material und Stil einheitlich, aber in Größe, Aufteilung und vielen kleinen Details wie Schornsteinen, Fensteröffnungen oder Balkonbrüstungen unterschiedlich gebaut, so dass die Anlage nicht den typischen monotonen Gesamteindruck einer Feriensiedlung hinterlässt. Auch in anderen Ortschaften im Südwesten Mallorcas (vor allem in Paguera, Camp de Mar, Andratx, St. Elm und Costa de la Calma) gibt es Gebäude, die erkennbar von Pedro Otzoup entworfen wurden.

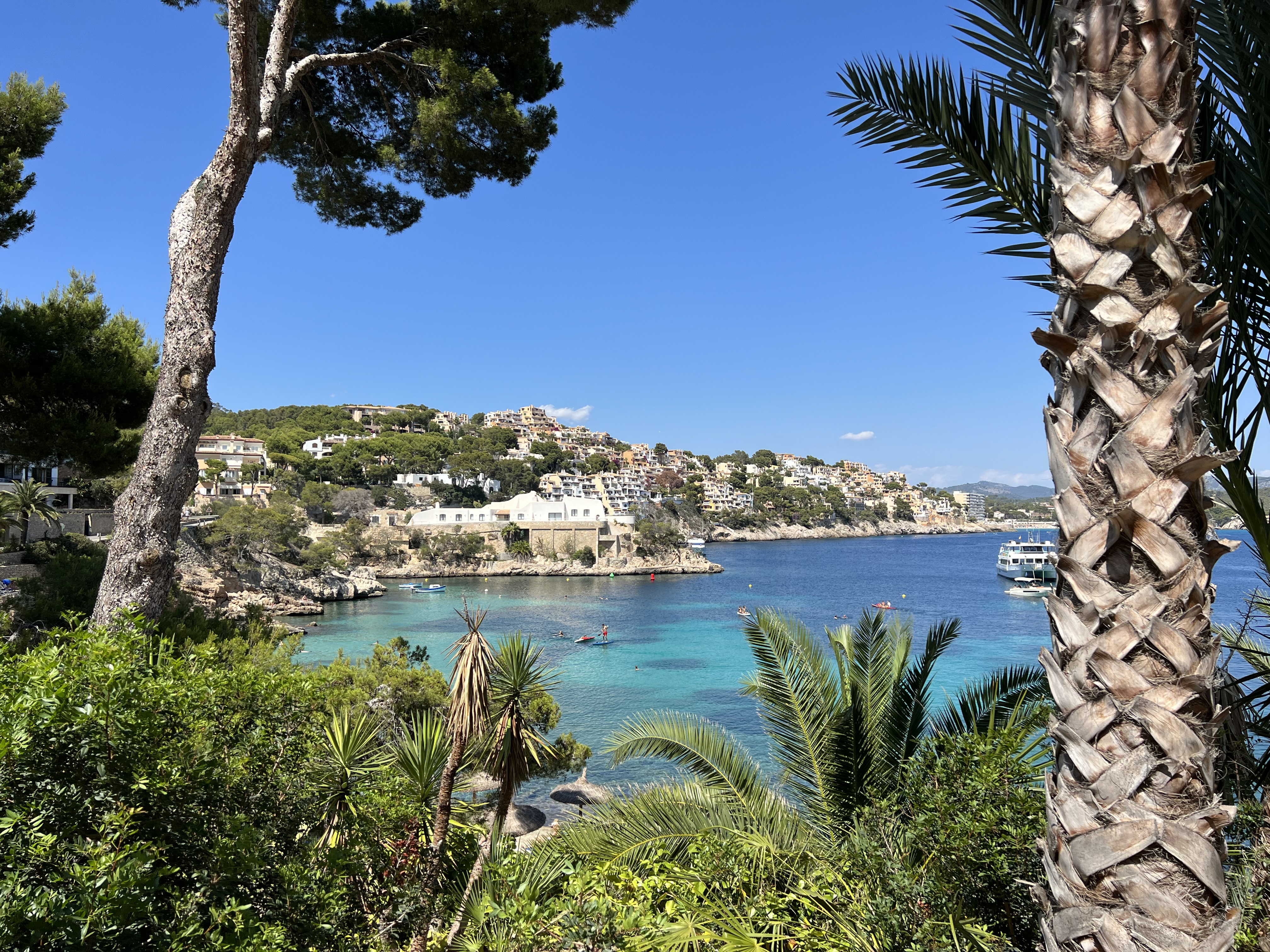

Die Wohn- und Ferienanlage besteht aus drei Teilen (Aldea Cala Fornells I, II und III) und zieht sich über den ganzen Hang. Die Apartments werden entweder von den Eigentümern bewohnt oder vermietet, falls rechtlich zulässig. Keine Wohnungseinheit gleicht der anderen. Alles ist eng ineinander verschachtelt und schmiegt sich zwischen Pinienbäumen und gepflegten Vorgärten, verbunden durch kleine und schmale Gassen und Treppen an den Hang. In dem gesamten Ortsteil gibt es – von den Rändern abgesehen – keine hochgeschossigen Gebäude, wie sie andernorts für die mallorquinische Küste typisch sind. Es gibt lediglich drei Hotelanlagen am Ende der Straße Carretera de la Nova de Cala Fornells: Hotel Cala Fornells, Hotel Coronado und das Hotel Petit Cala Fornells. Da es neben den beiden Zufahrtsstraßen keine weiterführenden Durchfahrtsstraßen gibt, ist das Verkehrsaufkommen sehr gering. 
Cala Fornells liegt etwas westlich von Peguera Richtung Camp de Mar, das zur Gemeinde Andratx gehört, und besitzt eigentlich keinen richtigen Strand, da die Küste eher steil und felsig ist (s. Foto), an einigen Stellen sind kleine Treppen zum Abstieg ins Meer geschlagen worden, an anderen Plätzen wurden kleine Leitern zum Abstieg ins Wasser angebracht. Es gibt einen winzigen Naturstrand in der Bucht Caló de ses Llisses. Serienfans kennen die Bucht auch aus einer Folge der ZDF-Serie „Hotel Paradies“.

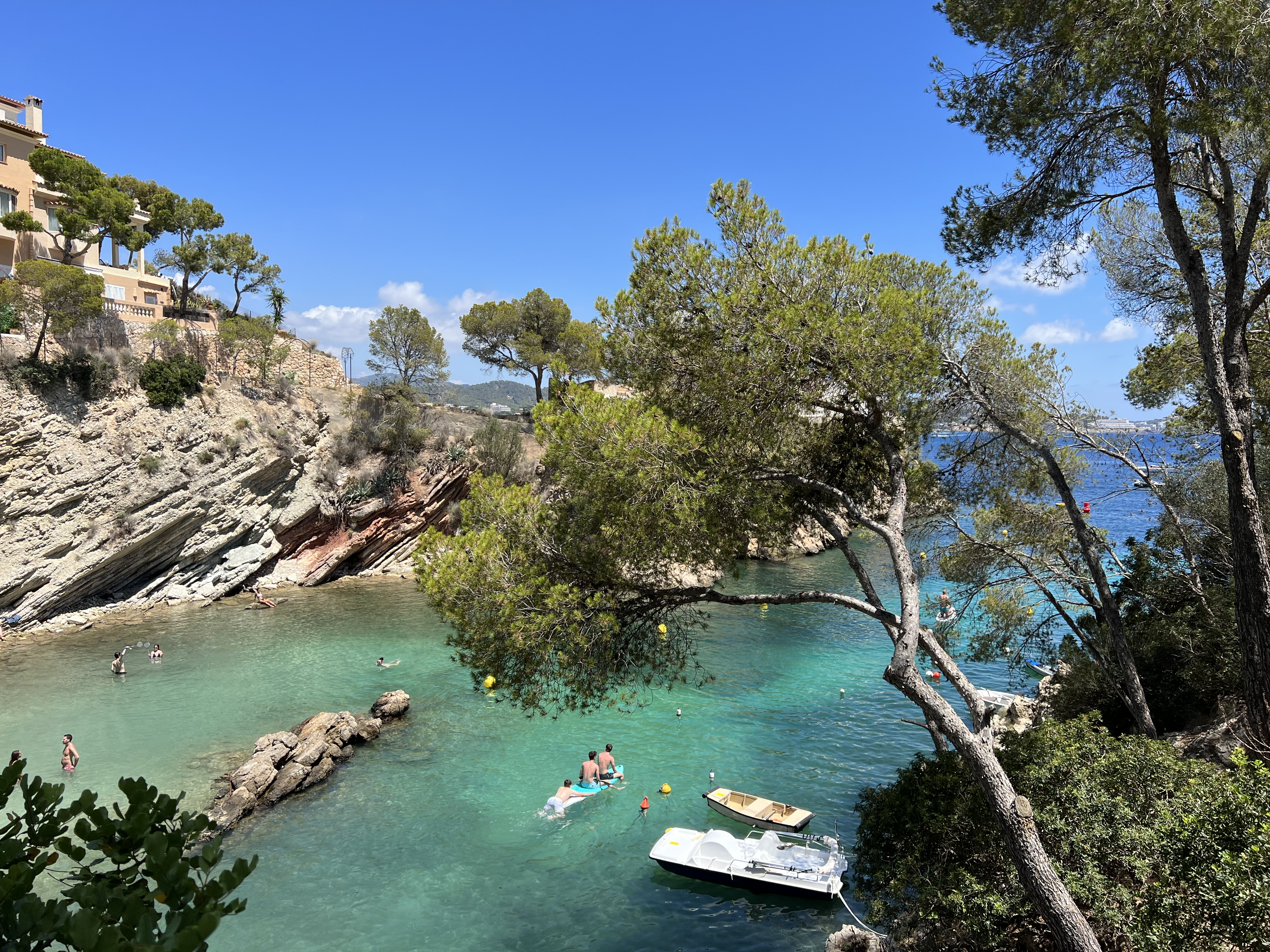

Direkt an dieser Bucht befindet sich ein architektonisch sehr auffälliges Gebäude, das dem Rumpf eines Schiffs nachempfunden ist. Direkt anschließend Richtung Peguera gibt es eine weitere (namenlose) Bucht, die jedoch nur über das Meer zugänglich ist. In den Sommermonaten ankern dort zahlreiche Yachten und kleinere Motorboote. Zudem gibt es an der namensgebenden Bucht eine künstlich geschaffene Badestelle direkt gegenüber dem Hotel Cala Fornells, vor allem Hotelgäste nutzen diese Badestelle. Bis zum nächsten Strand von Peguera (Platja Palmira) sind es ca. 15 Minuten zu Fuß über eine sehr steile Treppe oder 20 Minuten entlang der Straße und dem anschließenden Boulevard. Im Bereich der Cala Fornells befinden sich mehrere Restaurants und ein kleiner Supermarkt. Wie Peguera wird auch Cala Fornells hauptsächlich von deutschen Urlaubern bevorzugt. Die eigentliche Apartment-Anlage Cala Fornells ist weder für Rollstuhlfahrer noch für Menschen, die schlecht Treppen steigen können, geeignet.
Die letzten Neubauprojekte in Cala Fornells erfolgten Anfang der 2000er Jahre bis zum Jahr 2006 mit den drei privaten Apartmentanlagen (Las Olas 1 bis 3), die in funktionaler Architektur mit Eigentumswohnungen in verschiedenen Gebäuden gebaut wurden.
Cala Fornells ist auch ein beliebter Ausgangspunkt von Wanderungen zum Torre de Cap Andritxol (mit altem Wachturm) auf dem Bergrücken zwischen Cala Fornells und dem benachbarten Camp de Mar oder zur bei Einheimischen und Kennern sehr beliebten Mönchsbucht (Calo d‘en Monjo) mit zwei Zugängen zum Meer. Diese malerische Bucht war ein wichtiger Drehort der Agatha Christie-Verfilmung „Das Böse unter der Sonne“, mit Sir Peter Ustinov in der Hauptrolle als Detektiv Hercule Poirot. Hinweisschilder erinnern an diesen Kriminalfilm von 1982.
Einige Mallorca-Reiseführer verwenden als Titelbild eine Ansicht von Cala Fornells mit Blick auf die Bucht.

## Karten
- Mapa Topográfico Nacional de España 1:25000, hg. vom Instituto Geográfico Nacional (Madrid), Blatt 697-IV